# إيبولا 76
إيبولا 76 (بالإنجليزية: Ebola '76)‏ هي رواية كتبها المؤلف والطبيب السوداني أمير تاج السر عام 2012. تروي الرواية، المكتوبة في الأصل باللغة العربية، تفشي فيروس إيبولا عام 1976 في السودان.

## حُبكة الرواية
في يوم حار ورطب من شهر أغسطس من عام 1976، كانت جمهورية الكونغو الديمقراطية أول فاشية كبرى لمرض الإيبولا. لسوء الحظ، يصعب احتواء تفشي المرض والسيطرة عليه بسبب الظروف المعيشية المزرية نتيجة الفقر المدقع، وجهل السكان ولامبالاتهم بالفيروس. هذان العاملان يساعدان سلالة الإيبولا على التفاقم وانتشار الوباء الذي يؤثر على مدينة كينشاسا بشدة..أصيب عامل مصنع سوداني عادي يُدعى لويس، والذي تصادف أنه توقف في كينشاسا في طريق عودته إلى منزله، بالفيروس من مرافقة أثناء رحلة زانية، وبالتالي أعاد المرض معهُ إلى منزله في نزارا. لينتشر لاحقًا كالنار في الهشيم. تستمر الرواية وتوضح مسار دمار إيبولا في نزارا من خلال روابط لويس الاجتماعية وتأثيرها المدمر على المدينة ككل.

## الشخصيات الأساسية
- لويس نوا: ينخرط لويس في العديد من الشؤون خارج زواجه الحميد من زوجته تينا، وهو مسؤول عن نقل فيروس الإيبولا القاتل إلى مسقط رأسه نزارا في جنوب السودان. يعمل في مصنع سوداني يملكه جيمس رياك. بينما أصيب بفيروس إيبولا وكان الشخص المسؤول عن نقل الفيروس إلى مدينته، كان أحد الأشخاص القلائل الذين نجوا من الفيروس.
- إيلين: كانت إيلين عشيقة لويس وخادمة الغرفة من كينشاسا، الكونغو، وهي الشخصية الأولى التي تموت بسبب الإيبولا. قامت لويس بزيارات منتظمة لرؤيتها ودمرها موتها المفاجئ. أصيبت إيلين بالفيروس من رجل آخر كانت تنام معه.
- جماندي أحمد: جماندي ساحر تنخفض شعبيته ويؤدي في الشوارع كل يوم مقابل المال. كان جاماندي موجودة منذ فترة طويلة لدرجة أن الشارع الذي يؤدي فيه عروضه تم تسميته باسمه بشكل غير رسمي.
- كنيني: كانيني فتاة شابة تعرضت لسوء المعاملة ولدت في إسطبل خارج كينشاسا. في حاجة ماسة إلى المال، دخلت في علاقات مع لويس وأصابها بفيروس إيبولا عن غير قصد.
- روادي مونتي («الإبرة»): الرودي عازف غيتار أعمى مشهور يقدم حفلات موسيقية في جميع أنحاء إفريقيا. فور وصوله إلى نزارا، كان تفشي فيروس إيبولا يتزايد باطراد.
- دارينا: دارينا هي فتاة شابة وجميلة في العشرينيات من عمرها تعمل بمثابة «عصا المشي الشخصية» للرووادي.[2]
- أنامي أوكيانو: أصله من كينيا ولكنه مقيم منذ فترة طويلة في نزارا، أنامي رجل أعزب في الستينيات من عمره وهو مبتكر جائزة رجل العام. يعمل أنامي أيضًا في المصنع المملوك لجيمس رياك مع لويس.
- جيمس رياك: رياك متمرد سابق وصاحب المصنع ونزارة. إنه مكروه من قبل جميع عماله وله سمعة قاسية ووحشية وجشعة في جميع أنحاء المنطقة.
- تينا آزاكوري: تينا مقيدة بالأدوار المجتمعية، تينا هي امرأة تبلغ من العمر سبعة وثلاثين عامًا عالقة في زواجها الذي لا حياة له مع زوجها لويس. تقضي وقتها في بيع الماء في الشوارع مع والدتها. أملها الوحيد في زواجها هو إنجاب طفل قبل فوات الأوان.

## استقبال نقدي
كان الاستقبال النقدي لفيروس إيبولا 76 إيجابيًا في الغالب وتلقت الرواية أيضًا ردودًا إيجابية من القراء. اختلطت صحيفة الغارديان في مراجعتهم، حيث ذكرت أن «الإيبولا يقود موكبًا من البؤساء إلى القبر، مثل دانس مروّع في العصور الوسطى، لكن ازدراء تاج السر الواضح لشخصياته يسرق روايته عن التعاطف ويترك القارئ غير مبال بمصير لويس. وعازف الجيتار الضرير الروادي والساحر المغسول جمادي والبقية». كان الخط المقارب أكثر ملاءمة، حيث كتب أنه «على الرغم من أنه سرد خيالي سريع، إلا أن إيبولا 76 عبارة عن قراءة تعليمية حول ظهور فيروس الإيبولا وكيف يمكن أن ينتشر من جمهورية الكونغو الديمقراطية إلى جنوب السودان.» رأت شذى المطوع، مراجعًا للجمعية الأمريكية التاريخية، أنه «على الرغم من خطورة موضوع الرواية، فإن اللغة بارعة والمزاج الذي يرى العالم من منظور الفيروس، بعد كل شيء، يختلف تمامًا عن رؤيته. من منظور الرجال المنكوبين الذين فقدوا عشاقهم».